# المكتب المركزي للأبحاث القضائية

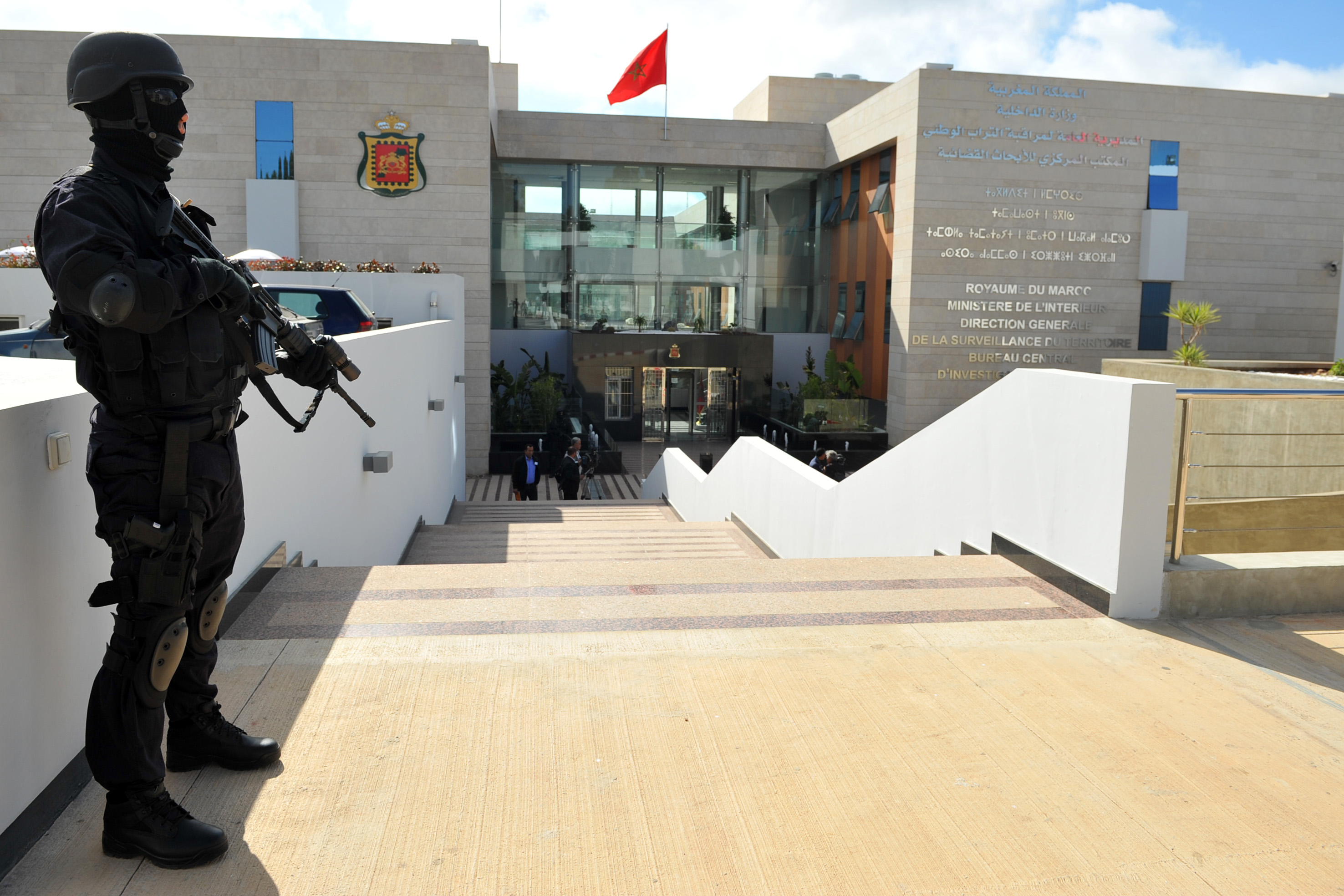
المكتب المركزي للأبحاث القضائية (BCIJ)

المكتب المركزي للأبحاث القضائية أو إف بي آي المغرب يلقب اختصاراً بـ (البسيج / BCIJ) هو مكتب تابع للمديرية العامة لمراقبة التراب الوطني، تأسس في سنة 2015، يترأسه الشرقاوي حبوب، ويقع مقره في مدينة سلا قرب مطار الرباط سلا. يقوم المكتب بالأساس بمحاربة الخلايا الإرهابية والإتجار بالمخدرات والعمليات الاجرامية الكبرى والاختطاف. الدخول لمقر البسيج يخضع لحراسة أمنية مشددة من طرف رجال شرطة مسلحين.
ويعد من أبرز المؤسسات الأمنية في إفريقيا المتخصصة في المجال الأمني عامة.

## اختصاصاته
- جرائم الإرهاب والعصابات الإجرامية

- الجرائم التي تمس بأمن الدولة

- الاتجار في المخدرات والمؤثرات العقلية

- الاختطاف واحتجاز الرهائن

- جرائم حماية الصحة العامة

- الأسلحة والذخيرة والمتفجرات

- القتل والتسميم [1]

## إنجازات
أفاد  الشرقاوي حبوب، مدير المكتب المركزي للأبحاث القضائية في ندوة صحفية عقدت يوم الخميس 30 يناير/كانون الثاني 2025 ، بأن المصالح الأمنية التابعة للمكتب تمكنت من توقيف أكثر من 600 متطرف منذ سنة 2016، من رواد المنصات الإلكترونية.
وأوضح الشرقاوي، أن الموقوفين كانوا يخططون لتنفيذ عمليات إرهابية على نمط "الذئاب المنفردة"، الذي يشجع عليه تنظيم "داعش" في إطار ما يسميه بـ"إدامة واستدامة حرب الاستنزاف".